# Nikolai Petrov
Nikolai Arnóldovitx Petrov (en rus Никола́й Арно́льдович Петро́в, Moscou, 14 d'abril de 1943 – ibídem, 3 d'agost de 2011) fou un pianista rus.

## Biografia
Nikolai Arnóldovitx Petrov va néixer en una família de músics russos il·lustres. El seu pare va ser el violoncel·lista Arnold Iàkovlevitx Ferkelman i la seva mare fou Irina Petrova Vasílievn. Entre els seus familiars es troba el reconegut baix operístic Vassili Rodiónovitx Petrov, que va passar vint anys com a solista al Teatre Bolxoi de Moscou, on es va formar musicalment amb reconeguts cantants com ara Fiódor Xaliapin i Antonina Nejdanova.
Nikolai Petrov va començar els seus estudis de piano l'any 1961 a l'Escola Musical Central pertanyent al Conservatori de Moscou amb Tatiana Kestner i posteriorment, entre 1962 i 1968, va rebre classes oficialment al conservatori amb Aleksandr Goldenvéizer i Iàkov Zak.
Petrov va compartir escenari amb els principals directors d'orquestra russos, com ara Ievgueni Svetlànov, Kiril Kondraixin, Iuri Temirkànov, Guennadi Rojdéstvenski, Arvīds Jansons, Mariss Jansons i Pàvel Kogan. Durant la Guerra Freda va ser dels pocs músics russos que van viatjar fora de la Unió Soviètica. Va tocar amb l'Orquestra Simfònica de Nova York, l'Orquestra Nacional Simfònica de Washington, l'Orquestra Simfònica de Los Angeles, i les orquestres europees més prestigioses, com ara la Filharmònica de Berlín i la Simfònica de Londres. Al llarg de la seva carrera Petrov va editar uns vint enregistraments en disc amb el segell Olympia del Regne Unit i amb el segell rus Melodia, entre d'altres.
Va treballar com a professor al Conservatori de Moscou. També va ser el president de l'Acadèmia Russa de les Arts, president de la secció de música del consell presidencial sobre cultura i les arts, i membre del comitè rus del Premi de l'Estat. L'1 d'octubre de 1998 va crear la Fundació Filantròpica Internacional Nikolai Petrov. Parlava fluidament el francès, l'alemany, l'anglès, l'italià i el polonès. Va morir a Moscou el 3 d'agost de 2011, als 68 anys, a causa d'una infecció a la sang mentre era tractat d'un vessament cerebral patit a Minsk el 15 de maig de 2011. Fou enterrat al cementeri Troekurov de Moscou.

## Repertori
El repertori de Petrov va incloure al voltant de cinquanta concerts solistes i cinquanta-cinc concerts acompanyat d'orquestra. Va interpretar tres concerts de Bach, els cinc concerts per a piano i orquestra de Beethoven, incloent-hi la Fantasia coral, tots els concerts per a piano de Rakhmàninov, incloent-hi l'estrena de la primera edició del Concert núm. 4. Petrov va preparar al costat de l'organista Liudmila Golub el programa "Música francesa per a piano i orgue", que va ser triat com el millor programa musical de 1996 per la revista Musical Review. En el mateix any també va ser triat músic de l'any.

## Premis i reconeixements
- En 1962 va guanyar la medalla de plata en el primer Concurs Internacional de Piano Van Cliburn als Estats Units d'Amèrica.
- En 1964 va guanyar la medalla de plata al Concurs Internacional de Musical de la Reina Elizabeth, a Brussel·les.
- En 1986 l'Académie Balzac li va concedir la seva Gran Medalla d'Or per les excel·lents interpretacions que havia fet arreu del món d'obres de Berlioz, Beethoven i Liszt.
- En 1991 va rebre la condecoració Artista del Poble de la URSS.
- En 1993 se li va concedir el Premi Estatal de la Federació Russa.
- En 2008 va obtenir l'Orde d'Honor de Rússia.